# Liège-Bastogne-Liège Femmes
Liège-Bastogne-Liège Femmes– kobiecy jednodniowy wyścig kolarski rozgrywany corocznie od 2017. Od początku istnienia należy do cyklu UCI Women’s World Tour.
Oprócz wyścigu kobiecego rozgrywany jest również słynny wyścig męski, należący do cyklu UCI World Tour.

## Zwycięzcy
Opracowano na podstawie:
| Rok  | Pierwsze             | Drugie               | Trzecie              |
| ---- | -------------------- | -------------------- | -------------------- |
| 2017 | Anna van der Breggen | Lizzie Deignan       | Katarzyna Niewiadoma |
| 2018 | Anna van der Breggen | Amanda Spratt        | Annemiek van Vleuten |
| 2019 | Annemiek van Vleuten | Floortje Mackaij     | Demi Vollering       |
| 2020 | Lizzie Deignan       | Grace Brown          | Ellen van Dijk       |
| 2021 | Demi Vollering       | Annemiek van Vleuten | Elisa Longo Borghini |
| 2022 | Annemiek van Vleuten | Grace Brown          | Demi Vollering       |
| 2023 | Demi Vollering       | Elisa Longo Borghini | Marlen Reusser       |
| 2024 | Grace Brown          | Elisa Longo Borghini | Demi Vollering       |
| 2025 |                      |                      |                      |